# Barbara Tarbuck
Barbara Tarbuck (15. leden 1942 Detroit – 26. prosince 2016 Los Angeles) byla americká herečka. Nejvíce se proslavila v roli Lady Jane Jacks v americkém seriálu z nemocničního prostředí General Hospital.

## Život
Ve věku 9 až 13 let pravidelně vystupovala v dětském seriálu Storyland, který na AM vysílala rozhlasová stanice WWJ v Detroitu.
Vzdělání získala na Cooley High School a Wayne State University. Poté, co získala stipendium Eva Woodbridge Victor Scholarship, ukončila v roce 1963 bakalářské studium. Ještě při škole se podílela na inscenaci Where's Charley (Kde je Charley), se kterou procestovala Evropu. Získala také magisterský titul z divadelnictví na Michiganské univerzitě. Poté odešla na Indiana University pracovat jako hlavní herečka.
Pracovala na získání doktorátu a začala vyučovat herectví. V době svého působení na Indiana University získala stipendium Fulbright Scholarship pro studium na London Academy of Music and Dramatic Art. Z Londýna se následně přestěhovala do New Yorku a věnovala se své herecké kariéře.
V televizi hostovala v mnoha seriálech, k jejím větším rolím patří Lady Jane Jacks z General Hospital. Dvakrát se také objevila ve Star Treku, v Nové generaci ztvárnila roku 1991 postavu guvernérky Leky Trion (díl „Hostitel“) a v Enterprise si roku 2002 zahrála kancléřku Kalev (díl „Stíny P'Jem“).